# Commissario europeo per le relazioni esterne
Il Commissario europeo per le Relazioni Esterne era un membro della Commissione europea. 
Dal 2009 tale figura è stata soppressa e confluita nel nuovo incarico di Alto rappresentante dell'Unione per gli affari esteri e la politica di sicurezza, vice presidente della Commissione. Attualmente è ricoperto dalla estone Kaja Kallas.

## Competenze
Il Commissario era responsabile della gestione delle relazioni esterne dell'Unione europea negli ambiti di competenza della Commissione europea, quindi non si occupava della Politica estera e di sicurezza comune assegnata esclusivamente al Consiglio dell'Unione europea. Anche se le specifiche competenze sono variate nel corso tempo, il Commissario si occupava prevalentemente delle relazioni commerciali con paesi terzi, dei negoziati per l'allargamento dell'UE e della politica di vicinato.
Al Commissario per le relazioni esterne faceva capo la Direzione generale per le relazioni esterne, ora confluita nel Servizio europeo per l'azione esterna.

## Cronologia
| Commissario                        | Commissione                                        | Durata                | Incarico                                                                     |
| ---------------------------------- | -------------------------------------------------- | --------------------- | ---------------------------------------------------------------------------- |
| Jean Rey (Belgio)                  | Commissione Hallstein I e Commissione Hallstein II | 10/01/1958-01/07/1967 | Relazioni esterne e commercio                                                |
| Edoardo Martino (Italia)           | Commissione Rey                                    | 02/07/1967-30/06/1970 | Relazioni esterne                                                            |
| Jean-François Deniau (Francia)     | Commissione Malfatti e Commissione Mansholt        | 01/07/1970-05/01/1973 | Relazioni esterne e Affari esteri e sviluppo                                 |
| Ralf Dahrendorf (Germania Ovest)   | Commissione Malfatti e Commissione Mansholt        | 01/07/1970-05/01/1973 | Relazioni esterne e commercio                                                |
| Christopher Soames (Regno Unito)   | Commissione Ortoli                                 | 06/01/1973-06/01/1977 | Relazioni esterne e commercio                                                |
| Wilhelm Haferkamp (Germania Ovest) | Commissione Jenkins e Commissione Thorn            | 07/01/1977-05/01/1985 | Relazioni esterne e commercio/Relazioni esterne, commercio e affari nucleari |
| Willy De Clercq (Belgio)           | Commissione Delors I                               | 06/01/1985-05/01/1989 | Relazioni esterne e commercio                                                |
| Claude Cheysson (Francia)          | Commissione Delors I                               | 06/01/1985-05/01/1989 | Politica mediterranea e relazioni con l'America Latina                       |
| Frans Andriessen (Paesi Bassi)     | Commissione Delors II                              | 06/11/1989-31/12/1992 | Relazioni esterne e commercio                                                |
| Abel Matutes (Spagna)              | Commissione Delors II                              | 06/11/1989-31/12/1992 | Politica mediterranea e relazioni con l'America Latina                       |
| Hans van den Broek (Paesi Bassi)   | Commissione Delors III                             | 01/01/1993-22/01/1995 | Relazioni esterne                                                            |
| Leon Brittan (Regno Unito)         | Commissione Santer e Commissione Marín             | 22/01/1995-15/09/1999 | Relazioni esterne e commercio                                                |
| Chris Patten (Regno Unito)         | Commissione Prodi                                  | 16/09/1999-21/11/2004 | Relazioni esterne                                                            |
| Benita Ferrero-Waldner (Austria)   | Commissione Barroso I                              | 22/11/2004-09/02/2010 | Relazioni esterne e politica europea di vicinato                             |